# Allochthonius tamurai
Allochthonius tamurai är en spindeldjursart som beskrevs av Hiroshi Sakayori 1999. Allochthonius tamurai ingår i släktet Allochthonius och familjen käkklokrypare. Inga underarter finns listade i Catalogue of Life.